# Schönwag
Schönwag ist ein Ortsteil der Gemeinde Wessobrunn im oberbayerischen Landkreis Weilheim-Schongau.

## Geografie
Der Weiler liegt circa zwei Kilometer südöstlich von Wessobrunn am Nordhang des Schlittgraben. Durch Schönwag verläuft die Kreisstraße WM8, südlich erstreckt sich der Paterzeller Eibenwald.

## Geschichte
Schönwag gehörte zur Riederschaft Forst der Klosterhofmark Wessobrunn. Im Jahr 1761 wird ein Sechzehntelhof erwähnt, er war dem Kloster Wessobrunn grundbar. Die Hohe Gerichtsbarkeit lag beim Landgericht Landsberg.
Nach der Säkularisation wurde der Weiler im Zuge der Gemeindeedikte von 1818 Bestandteil der neugebildeten Gemeinde Forst im Landgericht Weilheim in Oberbayern.
Mit dieser wurde Schönwag im Zuge der Gebietsreform in Bayern am 1. Mai 1978 nach Wessobrunn eingemeindet.

## Sehenswürdigkeiten
In dem Weiler befindet sich die 1743 erbaute barocke Kapelle St. Rochus, die 1935 durch Joseph Pemler erweitert wurde.
Siehe auch: Liste der Baudenkmäler in Schönwag